# イオンモール大垣
イオンモール大垣（イオンモールおおがき、ÆON MALL OGAKI）は、岐阜県大垣市のショッピングセンターである。

## 概要
2007年（平成19年）4月27日に「イオン大垣ショッピングセンター」として正式開業した。
仮称はイオン大垣南ショッピングセンターで2007年（平成19年）2月28日開業を目指していた。
大垣駅から南へ約4kmの岐阜県道50号大垣環状線沿いにあり、地上2階建ての建物内に開業時点では「（2代目）ジャスコ大垣店」を核店舗に125店が出店するモール型ショッピングセンターであった。
年間売り上げ目標は、隣接する三重県や滋賀県の一部からの来店客も見込んで年間売上高約200億から250億円を目指した。
しかし、大垣駅東方約1km、2004年（平成16年）4月まで23年間営業を続けた「ジャスコシティ大垣ショッピングセンター（（初代）ジャスコ大垣店）」の跡地に「マックスバリュ大垣東店」を核店舗に80店が出店しているモール型ショッピングセンター「ロックシティ大垣ショッピングセンター（現イオンタウン大垣）」が、2005年（平成17年）7月29日に開業したのを皮切りに、大垣駅東方約2.5km、2006年（平成18年）11月25日に平和堂東海（平和堂グループ）が同年1月末に閉店した「グランドタマコシ鶴見店」の跡地に直営店を核店舗に74店が出店しているショッピングセンター「アル・プラザ鶴見」を開業しており、「ロックシティ大垣ショッピングセンター」が約130億円、「アル・プラザ鶴見」が約110億円と年間売上100億円以上を目指した大型ショッピングセンターが、当店に先行して相次いで出店していた。
さらに、当店の開業のちょうど半年後の2007年（平成19年）10月27日にユニーが「アピタ大垣店」を核店舗に135店が出店しているモール型ショッピングセンター「アクアウォーク大垣」を大垣駅北口に駅舎と通路で連結する形で開業させており、目標とする年間売上高が約220億円と当店とほぼ同じ水準を目指していた。
この様に、人口約14.8万人の大垣市に競合施設がひしめいて十分な商圏を確保出来ない状況で無理に開業させた形となり、当施設はファッション関連のショッピングセンターへの出店常連企業で構成される研究会SPACを主宰する小島健輔から、2006年（平成18年）秋から2008年（平成20年）春に開業した大型ショッピングセンターの中で、ワーストワンという最悪の評価を受け、2008年（平成20年）度に多数のテナントが退店することになった。
当店と競合する「アクアウォーク大垣」も同じSPACの2006年（平成18年）秋から2008年（平成20年）春に開業した大型ショッピングセンターに対する評価で低い評価を受けているもののワースト5には入っていないことから当館の方が厳しい位置付けにあり、「アクアウォーク大垣」が大垣市では地域一番店とされていることから同店の売上を下回っているとみられる。
なお、当館の名称は、2011年（平成23年）から進められたイオンの大型ショッピングセンターの名称の「イオンモール」への統一に伴い、同年11月21日に「イオン大垣ショッピングセンター」から「イオンモール大垣」に変更されている。
さらに、2013年（平成25年）11月からイオンリテールの運営していた大型ショッピングセンターをイオンモールの運営に委託することになったことに伴い、同社の管理運営に移行した。
また、核店舗の「（2代目）ジャスコ大垣店」は2011年（平成23年）3月1日にイオングループの総合スーパーをイオンに店名統一することに伴って「イオン大垣店」に改称した。2019年（平成31年）春に一部リニューアルした。
2024年4月17日には大垣市の公共施設の大垣市役所南部サービスセンターが開設されている。

## テナント
開業時点では総合スーパーの「（2代目）ジャスコ大垣店（現・イオン大垣店）」を核店舗に125店が出店していたが、2008年（平成20年）度に多数のテナントが退店した。
核店舗のイオン大垣店（旧・（2代目）ジャスコ大垣店）は専門化やサービス化を進めて従来型の総合スーパーからの脱却を図る「イオンスタイルストア」として開業すると共、
地元の農協などと連携して地場野菜や地元岐阜の名産である「飛騨牛」など地場の食品の取扱も強化している。

## 交通機関
- 養老鉄道
  - 養老線 美濃青柳駅より徒歩で約20分。

- 名阪近鉄バス
  - 青柳線で、「イオンモール大垣」バス停下車。

## 参考資料
- オープン時のニュースリリース (PDF)